# Cláudia Pascoal
Cláudia Rafaela Teixeira Pascoal (* 12. Oktober 1994 in São Pedro da Cova, Gondomar) ist eine portugiesische Sängerin. Sie trat beim Eurovision Song Contest 2018 in Lissabon für Portugal an.

## Karriere
Nachdem Pascoal bereits 2010 an der Talentshow Ídolos, der portugiesischen Version von Pop Idol teilgenommen hatte, nahm sie 2013 auch an der ersten Staffel von Factor X teil, der portugiesischen Variante des Formats The X Factor. Im darauffolgenden Jahr bewarb sie sich um die Moderation der Talkshow Curto Circuito beim SIC-Jugendsender SIC Radical, wo sie den dritten Platz belegte. 2015 nahm sie ein zweites Mal an Ídolos teil. Bei der fünften Staffel von The Voice of Portugal schied Pascoal 2017 im Halbfinale aus, womit sie insgesamt den 6. Platz belegte.
2018 nahm Pascoal am portugiesischen Vorentscheid für den diesjährigen Eurovision Song Contest, dem Festival da Canção 2018 teil, mit dem von Isaura geschriebenen Lied O Jardim (Der Garten). Im Finale war sie punktgleich mit ihrer Mitkonkurrentin Catarina Miranda. Da sie jedoch die Publikumswertung gewonnen hatte, wurde sie zur Siegerin erklärt. Sie vertrat ihr Heimatland beim Eurovision Song Contest 2018 in Lissabon und erreichte den letzten Platz. Da Portugal im Vorjahr gewonnen hat, war sie automatisch für das Große Finale qualifiziert.

## Diskografie

### Alben
- 2020: !
- 2023: !!

### Singles
- 2018: O jardim
- 2019: Ter e não ter
- 2019: Viver (mit Samuel Úria)
- 2020: Espalha brasas
- 2020: Passo a passo (mit Tomás Adrião)
- 2020: Quase dança
- 2021: Honesty Bar (mit D’alva)
- 2021: Tanto faz
- 2021: Fado chiclete
- 2022: Eh para a frente, eh para tras
- 2023: Nasci Maria